# حبس خانگی
حبس خانگی یا حصر خانگی یا بازداشت خانگی از نگاه حقوقی یعنی حوزه آزادی یک شخص توسط صاحبان قدرت محدود به خانه یا محل سکونت او شود. معمولاً در این شرایط هرگونه سفر، ملاقات با دیگران، ابراز عقیده یا ارتباط با دنیای خارج از خانه ممنوع یا بسیار محدود می‌شود. بازداشت خانگی به عبارتی جایگزین خفیفی برای بازداشت در زندان است.
بازداشت خانگی در شرایطی استفاده می‌شود که مجازات زندان به دلایل مختلف مناسب به نظر نمی‌رسد و اغلب توسط دولت‌ها و حکومت‌ها علیه مخالفان سیاسی اعمال می‌شود. به‌طور معمول شخصی که در بازداشت خانگی قرار می‌گیرد به ابزارهای ارتباطی دسترسی ندارد و اگر ارتباطات الکترونیکی مجاز باشد، یقیناً مکالمات و ارتباطات کنترل و شنود می‌شود.
تنها در برخی موارد استثنایی ممکن است فردی را بدون داشتن وکیل قانونی و بدون هیچگونه حکم قضایی تحت بازداشت خانگی قرار دهند. در برخی از کشورها در پی انتقادات شدید به این مجازات در طی سالیان، بازداشت خانگی به عنوان مصداقی از نقض حقوق بشر شناخته شده‌است. دربسیاری از کشورهای با حکومت استبدادی بازداشت خانگی با انگیزه سیاسی و به عنوان ساده‌ترین راه برای محدود کردن مخالفان شناخته می‌شود.

## تاریخچه
گزارش‌های مختلفی از بازداشت خانگی در طول تاریخ وجود دارد. برای مثال گالیلئو گالیله پس از ابراز عقیدهٔ خود در مورد حرکت سیارات در سال ۱۶۴۲ در خانه‌اش محبوس شد. اما حبس خانگی، به شکل کنونی‌اش، نخستین‌بار در سال ۱۹۸۳ در قالب حکم رسمی و با استفاده از یک دستبند الکترونیکی جهت ردیابی و شنود فرد، انجام شد.
نخستین‌بار به‌طور رسمی قضات در اوایل قرن بیستم مجازات بازداشت خانگی را به عنوان جایگزین آزادی مشروط اعمال کردند. در آن زمان دستگاه‌های شنود و ردگیری وجود نداشت. از زمانی که دستگاه‌های کنترل و شنود الکترونیکی قادر به کنترل کامل محکوم شدند، این مجازات به عنوان جایگزین مجازات زندان در نظر گرفته شد.

## حبس خانگی در ایران

### در دوره قاجار

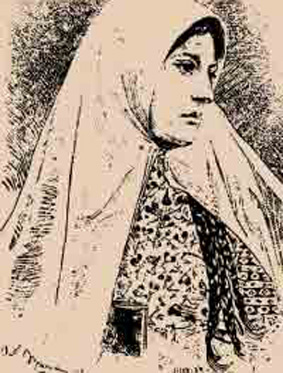
طاهره قرةالعین در جریان سرکوب بابی‌ها ۳ سال در حبس خانگی به سر برد.

- طاهره قرةالعین در جریان سرکوب بابی‌ها ۳ سال در حبس خانگی به سر برد.طاهره قرةالعین از رهبران جنبش باب در دوره ناصرالدین شاه بود که در جریان سرکوب بابی‌ها دستگیر شد و حدود ۳ سال در حبس خانگی بود.[۱]

### در دوره پهلوی
- شیخ خزعل فرمانروای محمره (خرمشهر کنونی) در پایان دوره قاجار بود. پس از قدرت‌گیری رضا شاه شیخ خزعل به مخالفان حکومت پیوست. رضاخان پس از توافقی ابتدایی با شیخ خزعل او را ملزم کرد که برای پاسخگویی به دولت مرکزی به تهران برود. او تا پایان عمر در تهران در حبس خانگی زندگی کرد.
- نصرت الدوله فیروز (فرزند فرمانفرما) وزیر مالیه رضاشاه بود که ناگهان مغضوب و به اتهام ارتشاء و سوءاستفاده مالی دستگیر شد. پس از مدتی تحمل زندان، با میانجیگری مستوفی‌الممالک، به خانه منتقل و در آنجا به مدت هفت سال تحت نظر قرار گرفت. او در اواسط سال ۱۳۱۵ دوباره بازداشت و چندماه بعد به سمنان تبعید شد و تا زمان مرگ در حبس خانگی ماند.
- حسن مدرس از روحانیون مجلس دوم شورای ملی و سپس نماینده مردم تهران در مجلس سوم بود. مدرس پس از به سلطنت رسیدن رضاشاه به خواف و سپس کاشمر تبعید شد. رفت‌وآمد و دیدارهای حسن مدرس در دوران زندگی در خواف و کاشمر محدود بود و او عملاً در حبس خانگی بوده‌است.

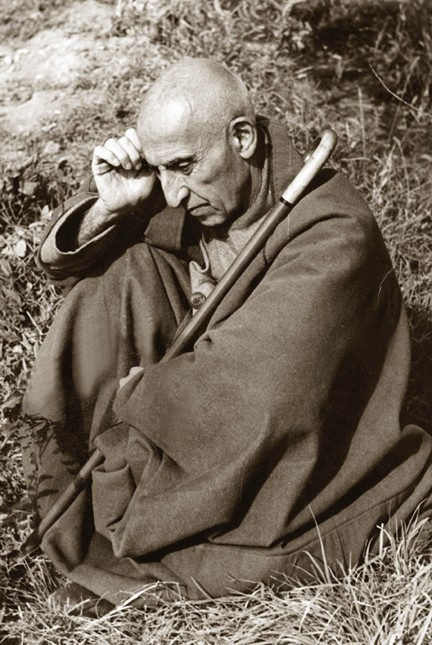
محمد مصدق، پس از ۲۸ مرداد ۱۳۳۲ به حبس خانگی محکوم شد و تا پایان عمر (۱۱ سال) در احمدآباد زندگی کرد.

- محمد مصدق، پس از ۲۸ مرداد ۱۳۳۲ به حبس خانگی محکوم شد و تا پایان عمر (۱۱ سال) در احمدآباد زندگی کرد.محمد مصدق نخست‌وزیر پیشین ایران در دورهٔ پهلوی طی کودتای ۲۸ مرداد سال ۱۳۳۲ هجری شمسی دولتش سقوط کر دو پس از پایان دوره سه ساله زندان (حکم دادگاه) تا پایان عمر یعنی مدت ۱۱ سال در حبس خانگی به سر برد.
- محمود طالقانی از اعضای جبهه ملی و از رهبران نهضت آزادی بود. او در سال ۱۳۵۰ به مدت حدود یک ماه در خانه خود تحت بازداشت خانگی قرار گرفت و پس از آن نیز به زابل و بافت تبعید شد. در دوران تبعید هم در خانه محل اقامتش با محدودیت رفت‌وآمد روبرو بود.[۱]
- امیرعباس هویدا، نخست‌وزیر پیشین ایران در دورهٔ پهلوی، در واکنش محمدرضا شاه به نارضایتی همه‌گیر سال ۱۳۵۷، تحت تعقیب قضایی قرار گرفت و در خانه امنی در منطقه فرشته تهران در بازداشت بود.

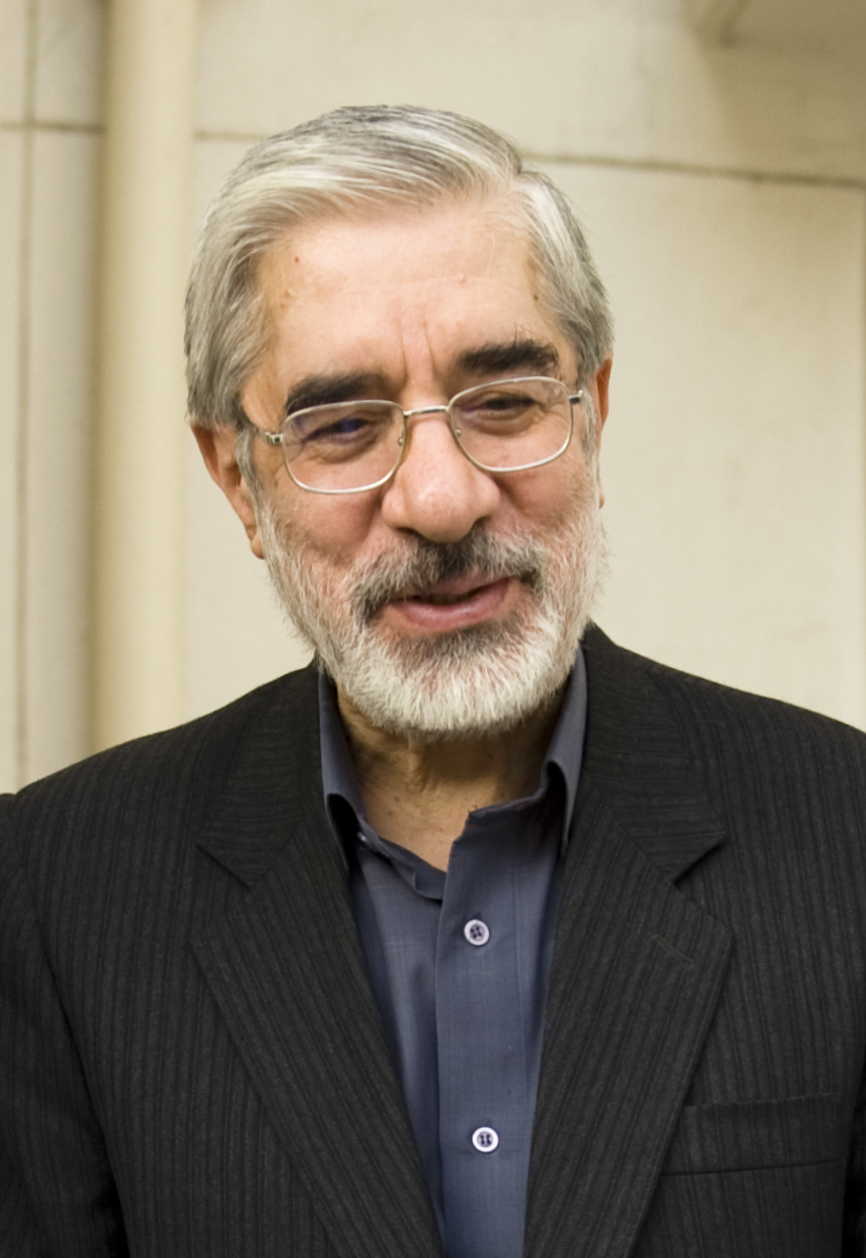
میرحسین موسوی و همسرش زهرا رهنورد پس از اعتراضات ۱۳۸۸ در حبس خانگی است.

### در دوره جمهوری اسلامی
- مهدی حایری یزدی از ۱۳۵۹ تا ۱۳۶۱ در بازداشت خانگی به سر برد.[۲][۳]

- محمدصادق روحانی از روحانیون مخالفان محمدرضا شاه، پس از انقلاب، در سال ۱۳۶۴ به نحوهٔ تعیین حسینعلی منتظری به‌عنوان قائم مقام رهبری توسط مجلس خبرگان رهبری اعتراض کرد از همان زمان تا سال ۱۳۷۰ در حبس خانگی بود.[۱][۴]

- سید محمدکاظم شریعتمداری از مراجع تقلید اردیبهشت ۱۳۶۱ تا فروردین ۱۳۶۵ در حصر بود.[۵]
- سید محمد شیرازی از سال ۱۳۵۹ تا ۱۳۸۰ در حصر بود.[۵]

- سید حسن طباطبایی قمی از مراجع تقلید سال ۱۳۵۹ تا سال ۱۳۷۵ در حصر خانگی بود.[۶]

- احمد آذری قمی، نظریه پرداز ولایت فقیه و حامیان اولیه رهبری سیدعلی خامنه‌ای از ۱۹ آبان ۱۳۷۶ و پس از مطرح کردن انتقاداتی در ارتباط با مرجعیت خامنه‌ای تا پایان عمرش در ۲۲ بهمن ۱۳۷۷ در حصر خانگی به سر برد.[۷]

- نورالدین کیانوری دبیر حزب توده ایران در سال ۱۳۶۱ دستگیر و پس از چندین سال حبس از زندان مرخص و تا زمان درگذشت در سال ۱۳۷۸ در حبس خانگی به سر برد و تحت نظر ویژه وزارت اطلاعات بود.[۸]

- عباس امیرانتظام، سخنگوی دولت مهدی بازرگان در سال ۱۳۷۰ پس از آزادی از زندان اوین به منزلی امن تحت نظر وزارت اطلاعات منتقل و تا سال ۱۳۷۵ در حبس خانگی به‌سر می‌برد.[۹]

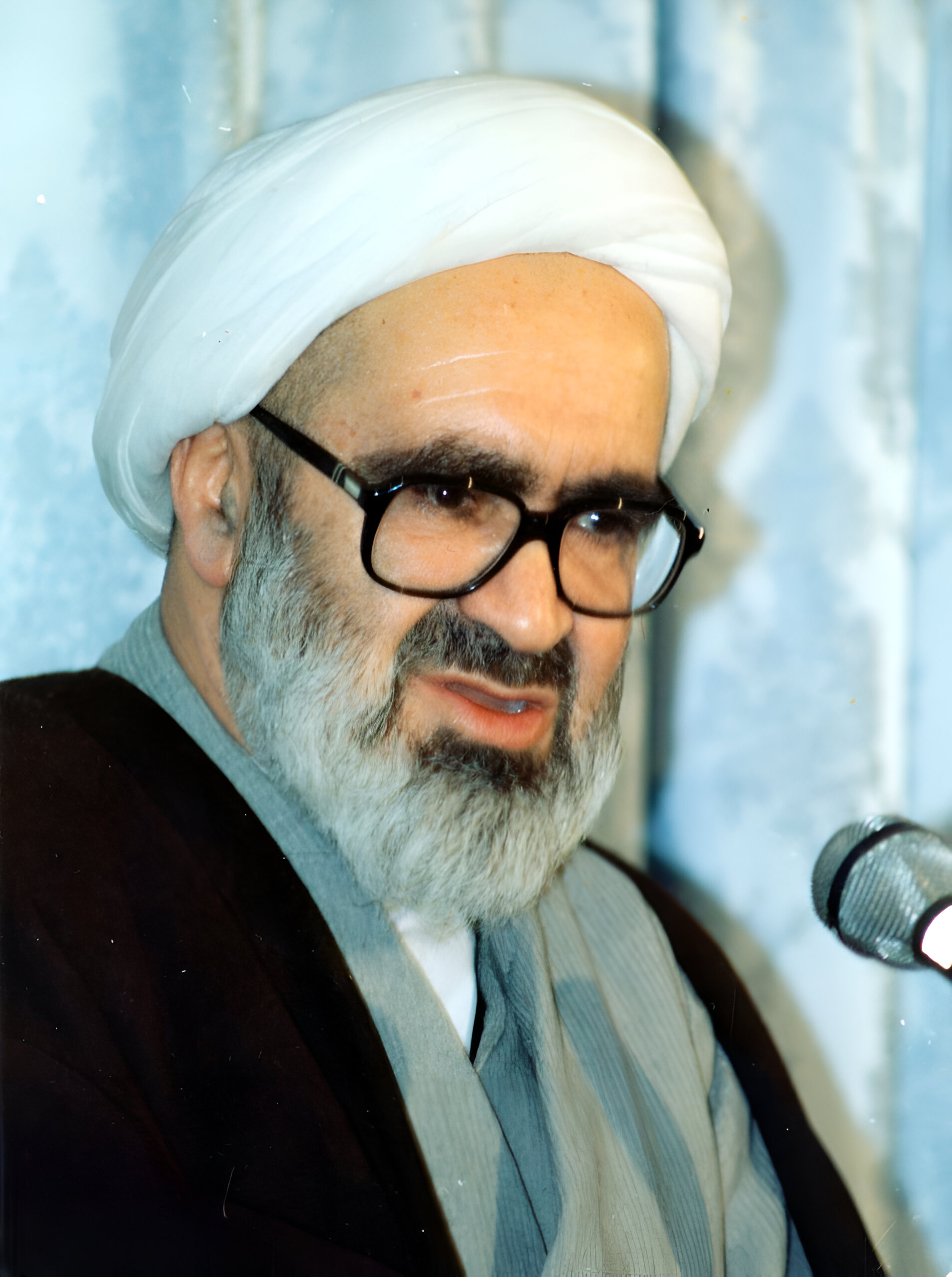
حسین‌علی منتظری که مدتی به عنوان قائم‌مقام رهبری جمهوری اسلامی شناخته می‌شد، در سال ۱۳۷۶ در بازداشت خانگی قرار گرفت.

- حسین‌علی منتظری که مدتی به عنوان قائم‌مقام رهبری جمهوری اسلامی شناخته می‌شد، در سال ۱۳۷۶ در بازداشت خانگی قرار گرفت.حسینعلی منتظری، قائم‌مقام رهبری تا سال ۱۳۶۸ بود که در سال ۱۳۷۶ تحت بازداشت خانگی قرار گرفت و این حبس تا سال ۱۳۸۱ ادامه داشت.

- مهدی کروبی، سیاستمدار اصلاح طلب و از رهبران جنبش سبز در پی حوادث پس از انتخابات ۱۳۸۸ از ۲۵ بهمن ۱۳۸۹ تاکنون در بازداشت خانگی به‌سر می‌برد.

- فاطمه کروبی، همسر مهدی کروبی به دنبال اعتراضات سال ۱۳۸۸ از همسر خود مهدی کروبی حمایت و انتقاداتی را به علی خامنه‌ای مطرح کرد از ۲۵ بهمن ۱۳۸۹ در حبس خانگی قرار گرفت.

- میر حسین موسوی، سیاستمدار اصلاح طلب و از رهبران جنبش سبز پس از اعتراضات انتخابات سال ۱۳۸۸ از ۲۵ بهمن ۱۳۸۹ تا کنون در بازداشت خانگی به‌سر می‌برد.

- زهرا رهنورد، همسر میرحسین موسوی که به دنبال اعتراضات سال ۱۳۸۸ از همسر خود حمایت کرد و در رهبری اعتراضات نقش داشت از ۲۵ بهمن ۱۳۸۹ تاکنون به همراه همسرش در حبس خانگی قرار گرفت.

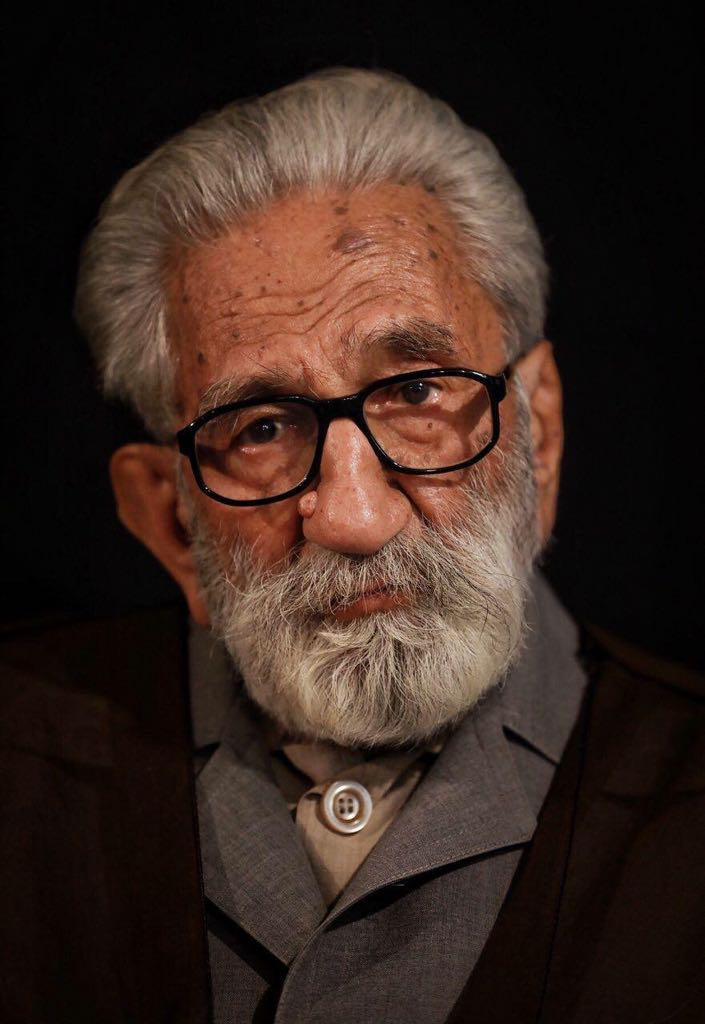
نورعلی تابنده از اسفند ۱۳۹۶ تا پایان عمر خود در سال ۱۳۹۸ در حبس خانگی بود.

- نورعلی تابنده از اسفند ۱۳۹۶ تا پایان عمر خود در سال ۱۳۹۸ در حبس خانگی بود.نورعلی تابنده، سیاستمدار و رهبر دراویش گنابادی از یک اسفند ۱۳۹۶ پس از اعتراضات گلستان هفتم در حصر خانگی قرار گرفت و نهایتا در ۳ دی ۱۳۹۸ در حصر درگذشت.

## نمونه‌های حبس خانگی در جهان
الجزایر
- احمد بن بلا نخستین رئیس‌جمهور انتخابی الجزایر و رهبر سیاسی جنگ استقلال الجزایر (۱۹۶۲) در سال ۱۹۶۵ توسط همرزم قدیمی خود هواری بومدین که از قدرتمندان نظامی آن دوره شده بود عزل و تا سال ۱۹۸۰ به حبس خانگی و تبعید از کشور محکوم شد.

اندونزی
- احمد سوکارنو اولین رئیس‌جمهور اندونزی و رهبر استقلال اندونزی از دو کشور هلند و ژاپن در سال ۱۹۶۷ توسط ژنرال سوهارتو به بازداشت خانگی محکوم شد.

برمه
- آنگ سان سو چی برنده جایزه صلح نوبل در سال ۱۹۹۱ و رهبر جنبش دموکراسی خواهی در برمه تحت سلطهٔ حکومت نظامیان در بیست سال اخیر تا نوامبر سال ۲۰۱۰ غالباً در بازداشت خانگی به سر می‌برد.

تونس
- حبیب بورقیبه رئیس‌جمهور تونس در سال‌های ۱۹۵۷ تا ۱۹۸۷ توسط زین‌العابدین بن علی و به وسیلهٔ یک کودتای نظامی در سال ۱۹۸۷ عزل و به بازداشت خانگی محکوم شد.

پیش از آن محمد الامین شاه پیشین تونس توسط حبیب بورقیبه در سال ۱۹۵۷ عزل و محکوم به حبس خانگی شده بود.
شوروی
- نیکیتا سرگیویچ خروشچف رهبر شوروی بعد از استالین از سال ۱۹۶۴ به مدت ۷ سال –تا زمان مرگش- در بازداشت خانگی به سر می‌برد.

کلیسای کاتولیک رم

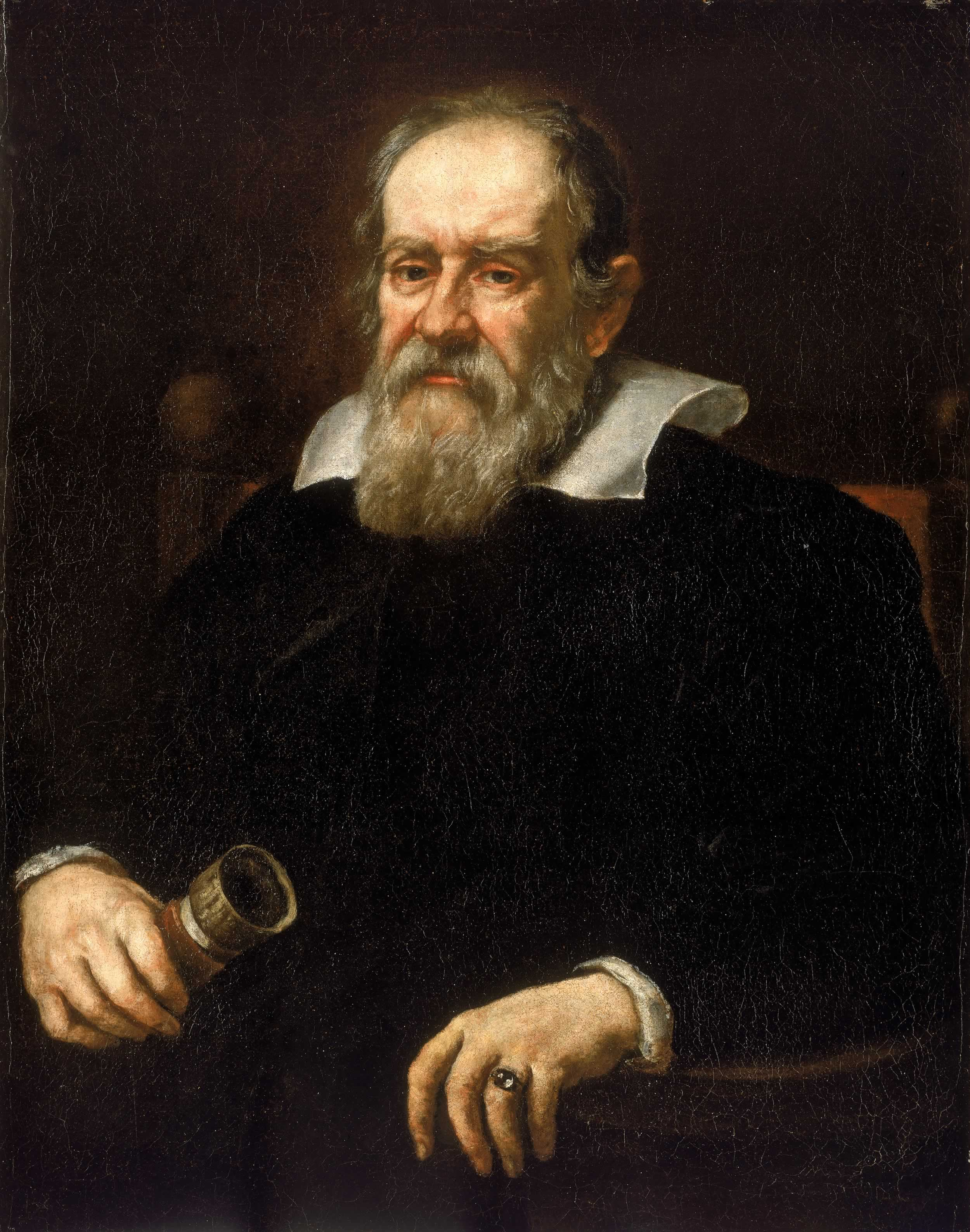
گالیله در سال ۱۶۴۲ در حبس خانگی از دنیا رفت.

- گالیله در سال ۱۶۴۲ در حبس خانگی از دنیا رفت.گالیلئو گالیله به جرم باورداشتن به ثابت بودن مکان خورشید در منظومه شمسی و حرکت دیگر سیاره‌ها به دور آن توسط کلیسای کاتولیک رم به بازداشت خانگی محکوم شد و در سال ۱۶۴۲ در حبس خانگی از دنیا رفت.

مصر
- ابن هیثم از دانشمندان سرشناس عرب مسلمان که در زمینه شناخت نور و قوانین شکست و بازتاب آن تألیفات مهمی دارد از سال ۱۰۱۱ تا ۱۰۲۱ هجری قمری زمان مرگ خلیفه حاکم بأمرالله و به دستور وی در مصر در حبس خانگی قرار داشت.

هند
- مهاتما گاندی رهبر سیاسی و معنوی هند در مبارزه با استعمار امپراتوری بریتانیا در دهه ۱۹۴۰ در کاخ آقاخان تحت بازداشت خانگی نگه داشته شده بود.